# Chacói kultúra

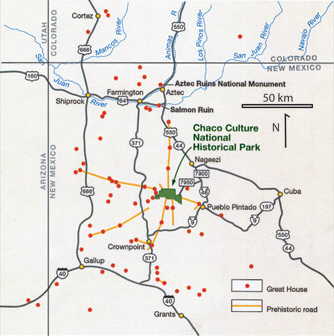
Az anasazi idők útvonalai

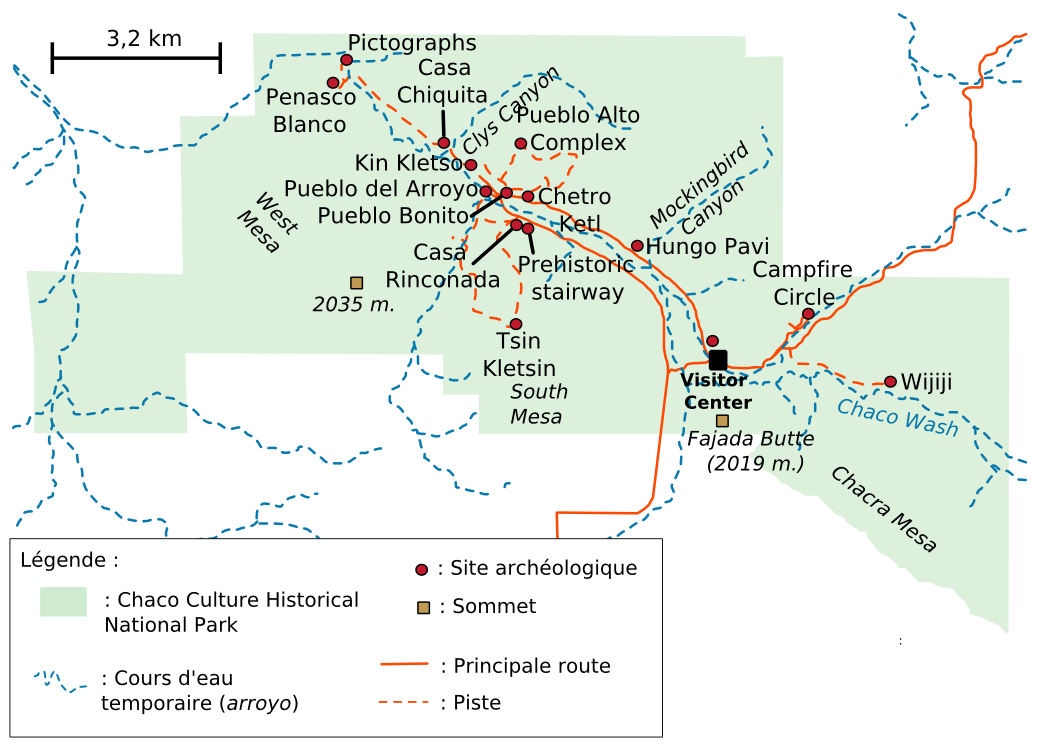
A Chaco-kanyon részletes térképe

A Chaco-kultúra a Chaco-kanyon anasazi, pueblo jellegű, korai észak amerikai lelőhelyeinek összefoglaló neve. A térség mezőgazdaságilag gyengén hasznosítható, állattenyésztés nem volt, mégis jelentős kultúra alakulhatott ki, mivel fontos kereskedelmi útvonal volt az anasazi időkben: a Nagy Északi Út. Körülbelül tizenhat kilométeres szakaszon kilenc nagy település létezett (mellettük néhány száz kisebb), a magas házak. Mai nevükön északról délre Peñasco Blanco, Kin Kletso, Pueblo del Arroyo, Pueblo Alto, Pueblo Bonito, Chetro Ketl, Hungo Pavi, Una Vida és Wijiji.
A terület a nemzetközi szakirodalomban Four Corners néven emlegetett régió, négy USA tagállam találkozásánál. (Colorado délnyugati, Új-Mexikó északnyugati, Arizona északkeleti és Utah délkeleti sarkában.) A Chaco-kanyon ettől a négyeshatártól kissé délkeletre fekszik, Új-Mexikó államban.

## Földrajzi jellege
A kanyon egy homokkő táblahegységben alakult ki a Colorado-fennsík közelében. A körülvevő hegységek keleten a San Pedro-hegység, északon a San Juan-hegység, nyugaton pedig a Chuska-hegység. A kanyon északkelet-délnyugati csapású, nem túl nagy mélységű (körülbelül 30 méteres), de nagyon széles (kilométeres nagyságrendű) folyóvízi bevágás révén. Tengerszint feletti magassága 1890 és 1960 méter közötti. Növényzete ritkás bozót, az évi csapadékmennyiség nem haladja meg a 200 mm-t, de az is általában egyben, a nyár végén zúdul le. Felszíni víz az év nagy részében gyakorlatilag nem létezik, forrásai kis vízhozamúak. Sivatagi éghajlata a hőmérséklet szélsőséges ingadozásaiban is jelentkezik: a +40 °C-tól a -30 °C-ig váltakozik. Ezen szigorú környezeti feltételeket az anasazik (a név jelentése: Ősök, és nem tudjuk, magukat milyen néven nevezték és milyen nyelven beszéltek) ötletes módon enyhítették, csatornarendszereket építettek, házaik vastag falai jó hőszigetelők, a talaj egyenetlenségeit elboronálták, és kiváló útrendszert építettek ki.

## Megelőző kultúrái
- Paleoindián szakasz

12 000–13 000 évesek az első emberi nyomok a térségben. Paleolitikus eszköztárú vadász-gyűjtögető népek.
- Archaikus szakasz

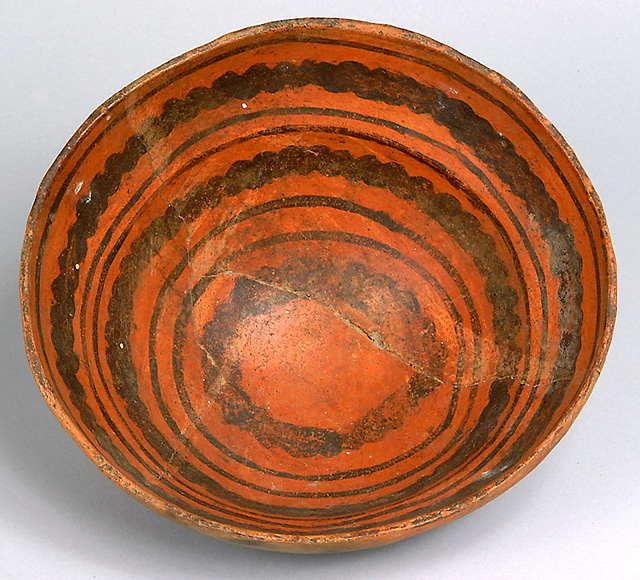
Vörös alapú kerámia a 10. századból

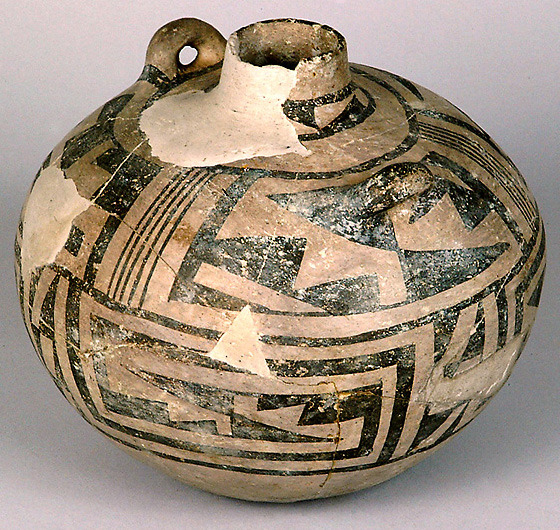
A Chaco-kultúra jellegzetes, fehér alapon fekete mintás edénye

Az i. e. 7. évezredtől i. e. 800-ig tartó szakasz, amelynek során szintén vadászó-gyűjtögető népesség élt a környéken. Az amerikai archeológusok ezt az időszakot mezoindián szakasznak is nevezik. Ebben a szakaszban Amerika más területein már kezdetleges földművelés is folyt.
- Kosárfonó kultúra I. szakasza

Az időszámításunk kezdete körültől adatolható a Four Corners területén, de nagyon szegényes tárgyi leletanyag maradt fenn tőlük.
- Kosárfonó II. 1–5. század

Barlang- vagy veremlakásokban éltek, kukoricát és tököt termesztettek. A fazekasságot nem ismerték ezért kellett minden tárolási célra fonott kosarakat használniuk. Kosarakon kívül mindenféle egyéb használati eszközt is előállítottak fonással. Kőkések és fabuzogányok egészítették ki az eszköztárat. A korábbi vadásznépektől átvették az atlatl használatát.
- Gazdálkodó szakasz, kosárfonó III. kultúra

Az 5. században (490 körül) sajátos farmgazdálkodás alakult ki, ez rövid időn belül kiegészült a kereskedelemmel, megjelentek a türkiz gyöngyök, medálok. 450 táján megjelent a fazekasság is. Termesztett növényeik között megjelent a bab. Veremlakásaik átmeneti jellegűek a korábbi és a pueblóstílus között, még egyedi, földbe vájt, kerekded alaprajzú gödör, de sokszor kővel bélelt, vakolt. Ekkor készült az első ismert kiva is (29SJ423 lelőhely, Shabik' eshchee).
- 7–8. század

A la-platai fekete-fehér kerámia elterjedése. A Pueblo I. kultúra ideje. Ismérvei a koponyatorzítás terjedése, az edények nyakán hullámos díszítés jelenik meg, kialakulnak az első nagyobb települések, egymás mellé épített, négyszögletes, kővel bélelt épületekkel.
- 9–10. század

A San Juan-medencében a Chaco-kultúra kialakulása, építkezések, új típusú kerámia elterjedése. Pueblo II. kultúra.

## A chacói kultúra jellemzői
A Chaco-kultúra a Pueblo II. (900–1100) és Pueblo III. kultúra (1100–1300) speciálisan csak a Chaco-kanyonra jellemző változata. A Chaco-kanyonban elhelyezkedő kilenc nagy pueblo (magas ház) és a kisebb, elszórt chacói telepek (tanyák) eszköztára, művészete és építészeti stílusa határozza meg. Ezek mai nevükön (az eredetit nem ismerjük) északról délre Peñasco Blanco, Kin Kletso, Pueblo del Arroyo, Pueblo Alto, Pueblo Bonito, Chetro Ketl, Hungo Pavi, Una Vida és Wijiji, valamint ezekhez csatlakozik az Aztec Pueblo első szakasza is. A teljes chacói kultúra egy 16 km-es szakasz néhány száz építményéből áll.
A Chaco-kanyon építészetének jellegzetessége a statikai túlméretezettség, mind az alapok, mind a falak teherbíró képessége többszörösen meghaladja az elégségest. Stephen H. Lekson a saját kutatásai alapján feltételezi, hogy a chacói pueblókat kis létszámú, időszakos lakosság lakta. A magas házakra jellemző, hogy nagy számú helyiségükből csak igen kevés volt lakás céljára használt. Háromféle alapvető helyiségtípus létezett, a lakóhelyiségek (egy hozzá kapcsolódó kamrával), a nagyszobák sora és az utakra nyíló helyiségek. Pueblo Altóban a 85 helyiségből csak öt volt lakáscélú, egyenként 100 főre méretezett. Ebből is csak kettőben találtak tűzhelyet, tárolóvermet. A két tűzhelyes lakóhelyiség sokkal gyakrabban használt volt, mint bármelyik másik, amit a padló erős kopása mutatott. A nagyszobaegyüttesekben is vannak lakrészek (körülbelül 15%-ban), de ezekben nincs nyoma főzésnek, mindennapi életnek. Az utakra nyíló helyiségsorok kis méretű, sorba kapcsolt raktárak, de a ház belsejéből teljesen megközelíthetetlenek. Ez a típus általában az 1040-es években épült a pueblókban, vélhetően azonos céllal, amely azonban nem közvetlenül a lakókat szolgálta.
Minden építmény körbevesz egy nagy központi teret, a plazát, erre nyílnak a lakóhelyiségek. A kisebb telepek plazája egyszerű döngölt föld, a nagyobbakban agyaggal tapasztották. A feltárt sok réteg agyag erős használatból eredő kopást és folytonos javítgatást feltételez. A plaza funkciója ismeretlen.
Pueblo Alto feltárása során 200 000-nél több tárgyi lelet került elő, legnagyobb része cserépedény, de kőeszközök és élelmiszer-maradványok is voltak. A szemétdombok csak néhány építményhez kapcsolódtak, és réteges szerkezetük Leksont arra a következtetésre vezette, hogy időszakonként kerültek ide a leletek, egyszerre nagy tömegben. Ez a körülmény is azt erősíti, hogy a pueblók kis létszámú állandó lakossága időszakos rendszerességgel nőtt meg.
A Chaco-kanyon fontos kereskedelmi útvonal volt az anasazi időkben. A Nagy Északi Út a Colorado-fennsíkot, köztük Mesa Verde pueblóját kötötte össze a mogollon, chihuahua és hohokam területekkel. Minden magas házból sugarasan szétágazó úthálózat indult ki, minden helység a lehető legrövidebb úton összeköttetésben volt a többivel. Ezek a nyílegyenes utak a 20. század elejének elképzelése szerint nem épített, hanem a mindennapi használattól kialakó csapások voltak. Mára egyértelművé vált, hogy műszakilag gondosan kivitelezett, megtervezett és épített utak, amelyeknek mély alapjuk, és földhányásokból, párkányokból álló szegélyük is volt.

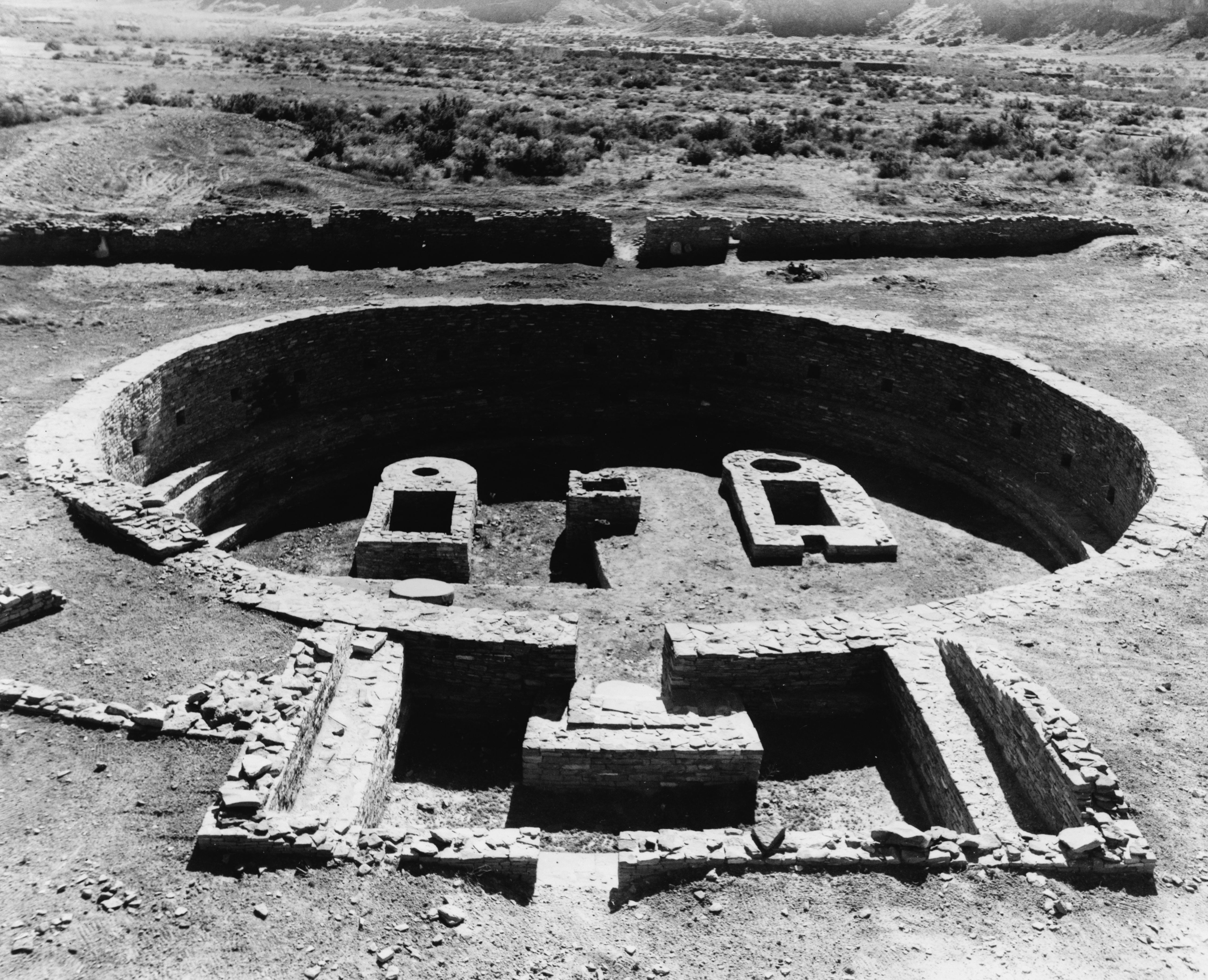
Pueblo del Arroyo kivája

Kereskedelmi kapcsolataikra jellemző, hogy Santa Fe körzetéből (160 km) származó türkiztárgyak csak a közeli kereskedelmet jelképezik, hiszen a Csendes-óceán partvidékéről származó kagylók és mexikói papagájtollak is nagy mennyiségben kerültek elő. A Chaco-kanyonban nagyobb mennyiségben, mint a többi Chaco-jellegű településen. Pueblo Alto kőtörmelékének nagy része a Washington-hágó környékéről érkezett, ami több mint 80 km távolságra van. A Chaco-kultúra valójában jóval túlterjed a Chaco-kanyonon. Több mint 150 darab Chaco-jellegű telep ismert, Lekson szerint 150–300 000 km² nagyságú területén. Valószínűleg az egész San Juan-medence kulturális központja volt.